# Tamara Ferreira
Nombre completo Tamara Lucía Ferreira Cáceres
Fecha de nacimiento 11 de agosto de 1983
Lugar de nacimiento Santiago, Chile
Ha actuado en Canal 13, Televisión Nacional de Chile, Mega
Ha sido parte de series como Huaiquimán y Tolosa, donde encarnó a la coreana Yun Yin, la enamorada de Richard Tolosa (rol encarnado por Benjamín Vicuña) e Infieles, entre otras.
En el año 2013, es seleccionada para ser parte de la teleserie diurna El Regreso de TVN, donde encarna a la joven coreana Soo Je Myung, una joven que reside en Chile desde pequeña junto a su tradicional y conservador padre Kim Myung (encarnado por el actor peruano Luis Kanashiro). Soo Je es la novia de Javier Rivas (encarnado por Felipe Contreras), con quien se casa, pero posteriormente muere al dar a luz al hijo de ambos, ya que durante su embarazo desarrolló una enfermedad cardiaca. En esta teleserie, encarna por segunda vez a una coreana debido a sus rasgos físicos.
En el año 2018, tras mantenerse alejada de producciones televisivas, vuelve en un rol pequeño en la teleserie Perdona Nuestros Pecados, interpretando a Irina "La Piojo" Prado, una de las reclusas de la cárcel de mujeres que se hace amiga de Ángela Bulnes (Paola Volpato).